# Castelo de Balintore

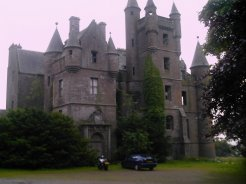
Castelo de Balintore, Escócia.

O Castelo de Balintore localiza-se poucas milhas a norte do Lago de Lintrathen (Loch of Lintrathen), próximo a Kirriemuir, na subdivisão de Angus, na Escócia.
Trata-se de um palácio rural da Era Vitoriana, erguido num lugar elevado entre charnecas. Actualmente é um "listed building" classificado com a Categoria A.

## História

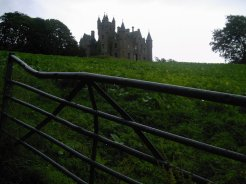
Castelo de Balintore.

De acordo com os mapas de Timothy Pont, ao final do século XVI já existia uma torre-casa no local.
A atual estrutura foi encomendada como um pavilhão de recreio por David Lyon, que havia herdado uma fortuna acumulada pela sua família através de investimentos na Companhia Britânica das Índias Orientais. O projecto, datado de 1859, foi da autoria do arquitecto William Burn.
No século XX, as suas dependências foram utilizadas apenas durante a temporada de caça. Na década de 1960 foi decidido que não se reparariam os danos causados pela extensa podridão seca que o infestou, tendo o edifício sido abandonado.
O imóvel permaneceu vazio até 2007, tendo-se acentuado o seu processo de deterioração a ponto de pôr em risco a integridade da estrutura. Por essa razão, tem estado listado no Scottish Civic Trust (Registo dos Edifícios Escoceses em Risco) desde a criação do mesmo, em 1990.
Devido ao seu estado de abandono, o município de Angus usou os seus poderes de aquisição compulsória para adquirir o imóvel aos seus proprietários, ausentes no Extremo Oriente, encontrando-se actualmente nas mãos de um escocês que tenciona restaurá-lo e usá-lo como residência.

## Características
Como representante do estilo Baronial Escocês, apresenta uma abundância de torres com guaritas e gabletes, e uma imitação de portcullis. A torre principal é rematada por uma plataforma panorâmica balaustrada, semelhante à do Castelo de Buchanan.
A peça central do seu interior é um grande vestíbulo. Além dele possui uma galeria, quartos, sala de jantar, biblioteca e adega, além de sala de jantar de serviço, sala de estar para a criadagem, sala de escovagem, sala da lenha e despensa do mordomo.